# Абрамова, Мария Морицовна
Мари́я Мо́рицовна Гейнрих-Абра́мова (настоящая фамилия — Смирнова; 1864—1892) — русская актриса
, антрепренёр. Незаконнорождённая дочь пермского фотографа М. Г. Гейнриха и Елизаветы Дмитриевны Смирновой – дочери церковного служителя из села Рождественский Завод Оханского уезда. Состояла в гражданском браке с писателем Д. Н. Маминым-Сибиряком.

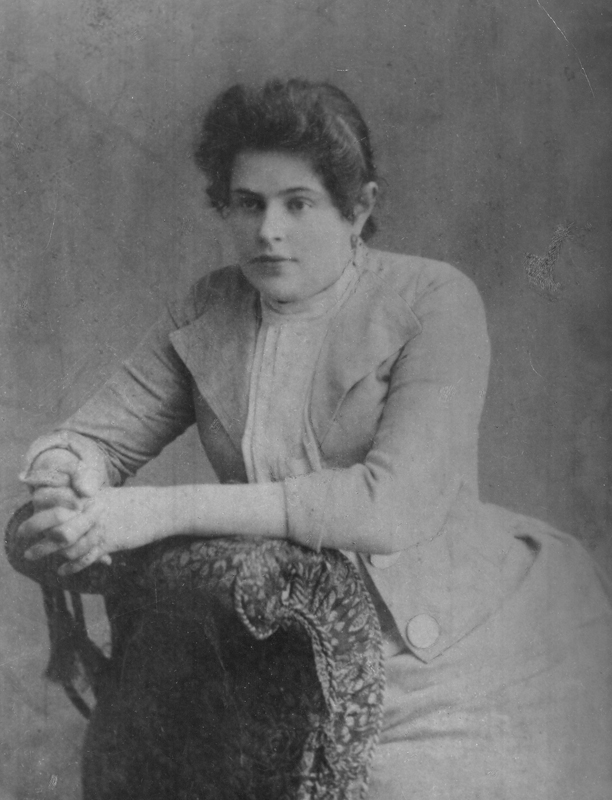

## Биография
Профессиональную сценическую деятельность начала в Перми. Играла в таких провинциальных городах, как Оренбург, Самара, Рыбинск, Саратов, Минск, Нижний Новгород, Таганрог, Мариуполь. Была преимущественно героико-романтической актрисой.
В 1889 году получила богатое наследство. На полученные деньги сняла в Москве театр Шелапутина и организовала собственный театр под названием «Театр Абрамовой». В этом театре, помимо самой Абрамовой, играли Н. Н. Соловцов, Н. П. Рощин-Инсаров, И. П. Киселевский, В. В. Чарский, Н. А. Мичурин-Самойлов, М. М. Глебова и другие известные актёры. Театр поставил комедию Грибоедова «Горе от ума», комедию Гоголя «Ревизор» и инсценировку его поэмы «Мёртвые души», комедию Островского «На всякого мудреца довольно простоты». 27 декабря 1889 года здесь впервые была поставлена пьеса А. П. Чехова «Леший». С декабря 1889 года театр находился в ведении «Общества русских драматических артистов» во главе с Н. Н. Соловцовым и В. В. Чарским, но официальное название театра оставалось прежним. В 1890 году театр прекратил своё существование из-за банкротства.
В 1890—1891 годах после закрытия театра Мария Абрамова играла в екатеринбургской труппе П. М. Медведева.
Лучшие роли: Медея (о.п. Суворина и Буренина), Василиса Мелентьевна (о.п. Островского и Гедеонова) и др.
Скончалась в 1892 году при родах, похоронена на Литераторских мостках на Волковском кладбище Санкт-Петербурга.

### Семья
- Гейнрих, Мориц Григорьевич — биологический отец.
- Гейнрих, Елизавета Морицовна (1882—1942) — младшая сестра, супруга А. И. Куприна.
- Мамин-Сибиряк, Дмитрий Наркисович (1852—1912) — фактический муж.
- Елена Дмитриевна Мамина (1892—1914), дочь.